# جونبي غومیکاوا
جونبي غومیکاوا (15 مارس,1916 - 8 مارس 1995 ) روائي ياباني اسمه المستعار و اسمه الحقيقي هو كوريتارا شيجيرو.اشتهر برواية وضع البشر 1958 الرواية الاكثر مبيعا اصبحت رواية غومیکاوا اساس ثلاثية افلام المخرج ماساكي كوباياشي وضع البشر كما قدم كدراما اذاعية و ثمة رواية مكونة من 18 مجلد تحت عنوان رجال و حرب و صارت الاساس لثلاثية افلام للمخرج ساتسو ياماموتو بنفس العنوان.